# Tällberget
Tällberget är ett naturreservat i Kalix kommun i Norrbottens län.
Området är naturskyddat sedan 2010 och är 1,4 kvadratkilometer stort. Reservatet omfattar Tällberget och består av urskogsartad tallskog på hällmark med insprängda klapperstensfält som omges av barrblandskog. 